# 凌楷
凌楷（1482年—？年），字端甫，號龜田，南直隶扬州府通州人，軍籍。

## 生平
治《礼记》，由州學生中式正德二年（1507年）應天府鄉試第十四名舉人，年二十七歲中式正德三年（1508年）戊辰科會試第三百四十四名，第二甲第一百四名進士。授南京户部主事，监税于江西。历升户部郎中。居父忧，以疫病卒。

## 家族
曾祖凌信。祖凌瑄。父凌雲，號石巗，義官。母杨氏。重庆下，兄凌相（监察御史）、材、模、弟棠、栻、枋。